# Okres Aszód
Okres Aszód (maďarsky Aszódi járás) je jedním z osmnácti okresů maďarské župy Pest. Jeho centrem je město Aszód.

## Sídla
V okrese se nachází celkem 11 měst a obcí.
Města
- Aszód
- Tura

Městyse
- Bag
- Kartal

Obce
- Domony
- Galgahévíz
- Galgamácsa
- Hévízgyörk
- Iklad
- Vácegres
- Verseg